# Церемония преподнесения индейки президенту США

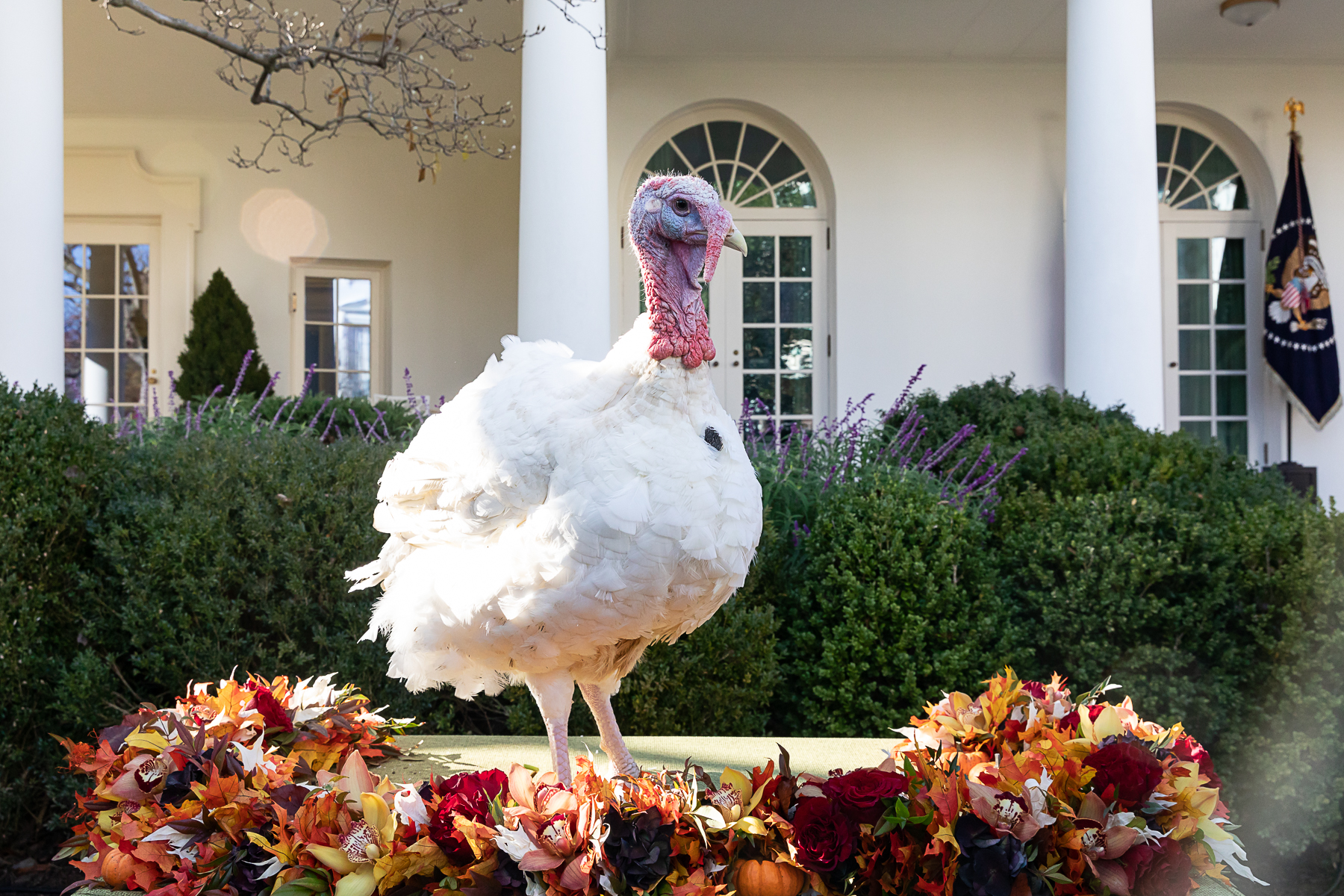
Индейка, помилованная президентом Трампом в 2018 году

Преподнесение индейки президенту США — ежегодная церемония, проходящая на лужайке Белого дома накануне празднования Дня благодарения. В ходе неё президенту США преподносится в дар домашняя индейка (обычно — широкогрудая белая индейка). Помимо основной индейки, называемой «национальной», в церемонии также участвует её дублёр — «вице-индейка». Президент зачитывает указ о помиловании индюшки, которая затем отправляется в зоопарк спокойно доживать свой срок, больше не рискуя быть съеденной (её дублёра обычно ожидает та же участь). Церемония берёт своё начало в 1940-х годах, когда президенты начали время от времени щадить принесённых им в дар индеек. С 1989 года — первой церемонии дарения индейки при Джордже Буше-Старшем — «помилование» индейки стало ежегодной традицией. Официальным поставщиком индеек является Национальная Федерация Индеек (ранее дар приносился совместно также и от имени национального птицеводческого хозяйства).

## История
В XIX веке у Белого дома имелся собственный поставщик птицы для Дня благодарения и Рождества. Затем на протяжении долгого времени этот почётный подарок для президента преподносили частные лица. Так, род-айлендский фермер Генри Воз дарил президенту индейку каждый год с 1873 года до своей смерти в 1913.
Официальная традиция преподнесения индейки в дар президенту зародилась при Гарри Трумэне — тогда он впервые принял в дар индейку от союза птицепроизводителей. Отчасти традиция родилась благодаря активному лоббированию администрацией Трумэна кампании по сбережению зерна для помощи иностранным государствам — осенью 1947 года стали продвигаться так называемые «понедельники без мяса» и «четверги без птицы». Но этой кампанией (добровольной, но агрессивно насаждавшейся) остались недовольны не только американские граждане — птицеводческие холдинги обвинили администрацию в покушении на свою индустрию, справедливо заметив, что на четверг выпадает не только День благодарения (таким образом делая праздничную индейку табуированным атрибутом), но также и Рождество с новым, 1948 годом. В начале ноября, незадолго до Дня благодарения, стороны пошли на примирение, однако продвижение «четвергов без яиц» продолжалось до конца года, таким образом лишая американцев ещё одного неизменного атрибута праздника — тыквенного пирога.
Традиция «помилования» индеек также имеет долгую историю. Ещё президент Авраам Линкольн сохранил жизнь индейке, предназначенной на День благодарения, по просьбе своего сына Томаса. Президент Джон Кеннеди в 1963 году также оставил подаренную индейку в живых. Президент Рейган в ответ на просьбу помиловать виновных в скандале «Иран-контрас» заявил, что вместо этого он помилует индейку. Но традиционной эта церемония стала позже — при Джордже Буше-Старшем, который «официально» «помиловал» индейку в 1989 году, после чего это стало происходить ежегодно.

## Галерея

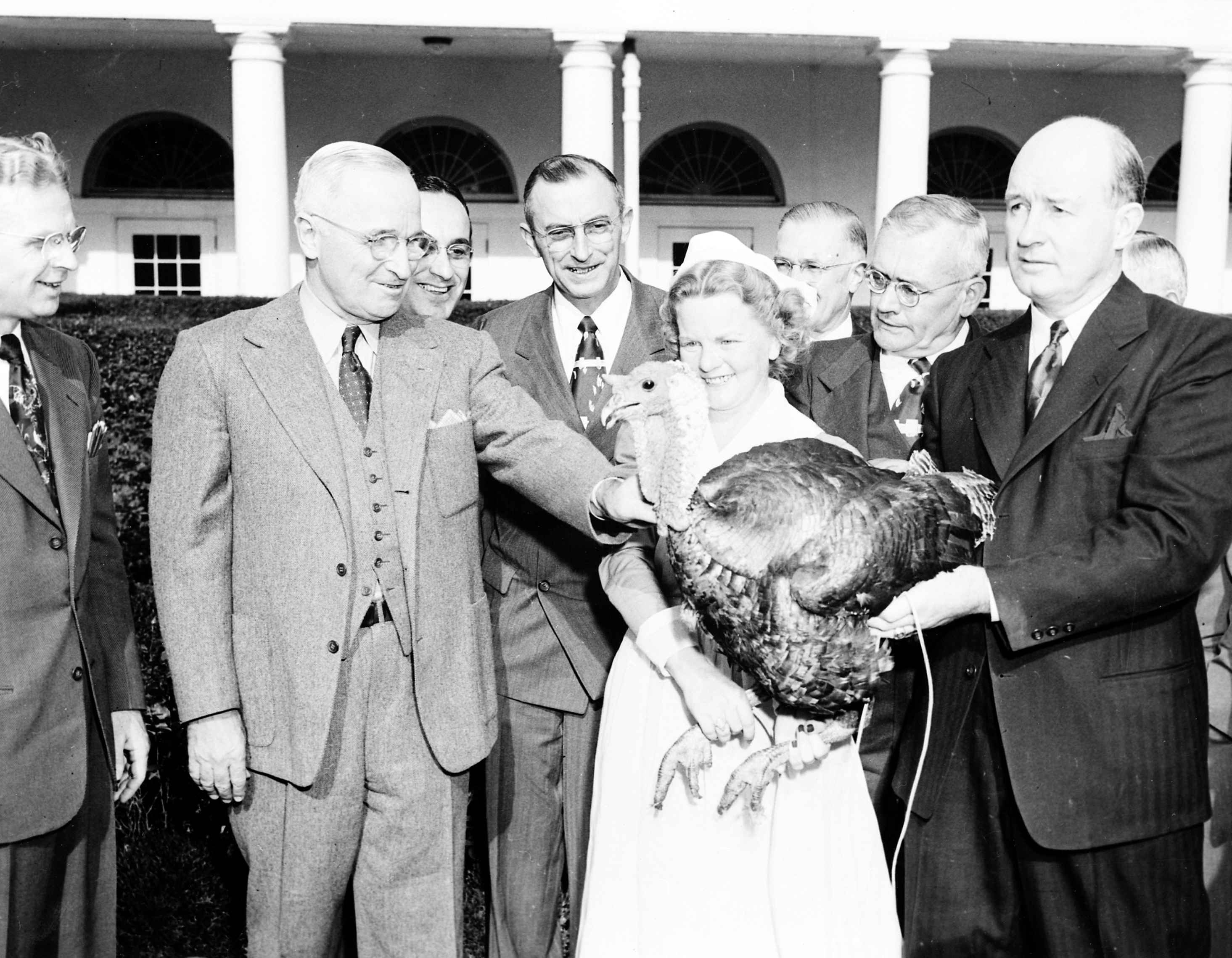
Президент Гарри Трумэн впервые получает в дар бронзовую индейку от союза птицепроизводителей, 1949
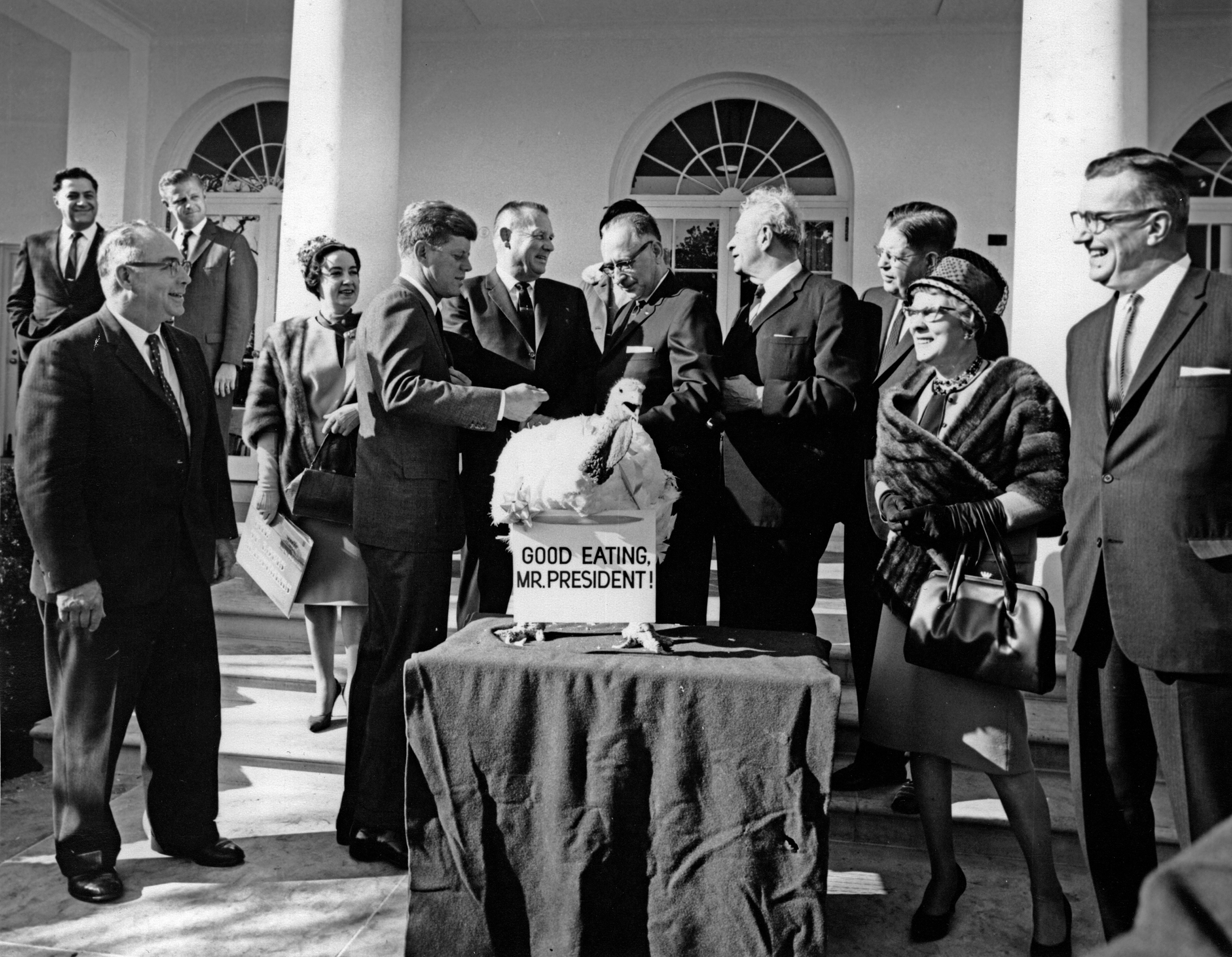
Президент Джон Кеннеди принимает в дар индейку в 1963 году — всего за три дня до своего убийства
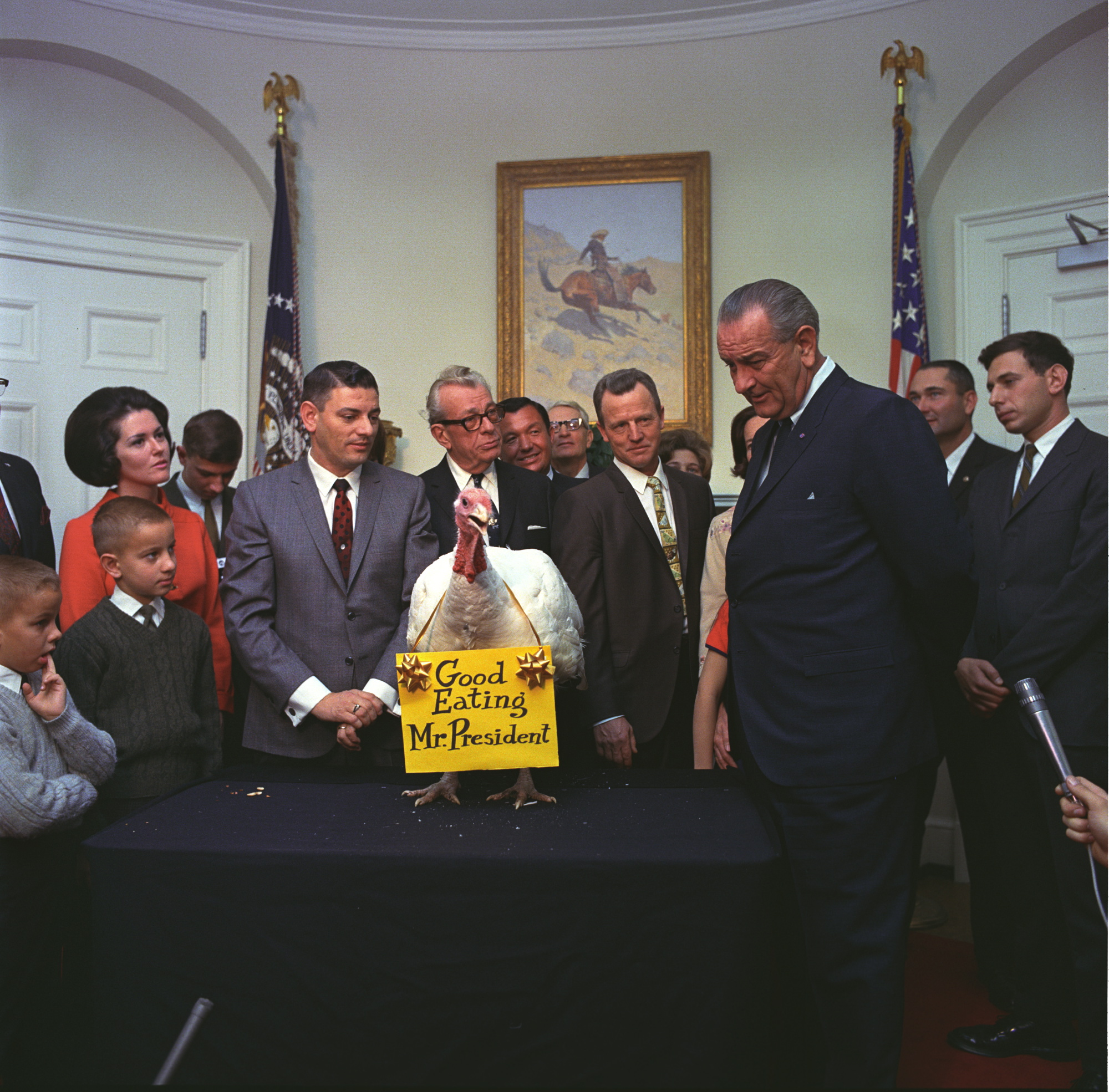
Президент Линдон Джонсон принимает в дар непомилованную индейку, 1967
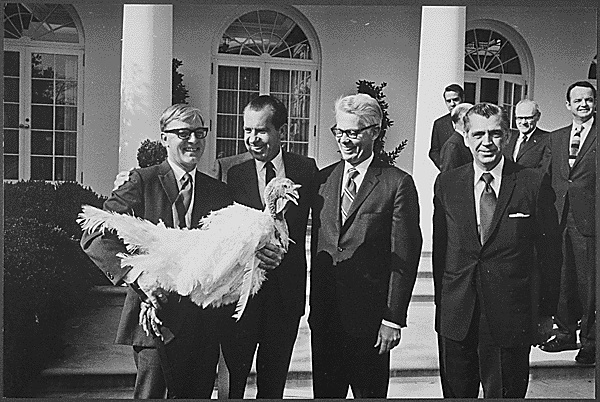
Президент Ричард Никсон получает в дар индейку, 1971
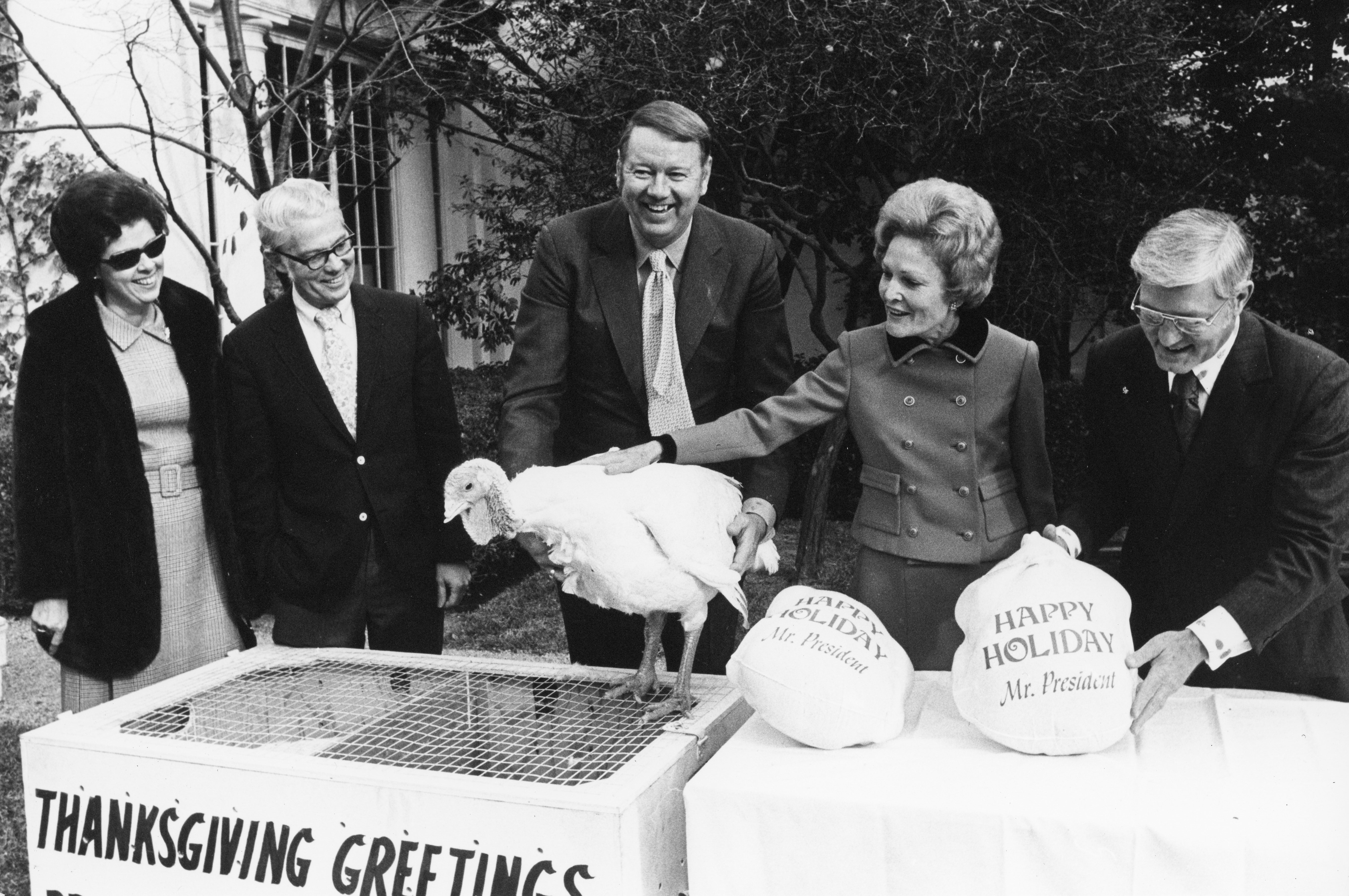
Первая Леди Пэт Никсон принимает в дар индейку вместе со своим мужем, 1973
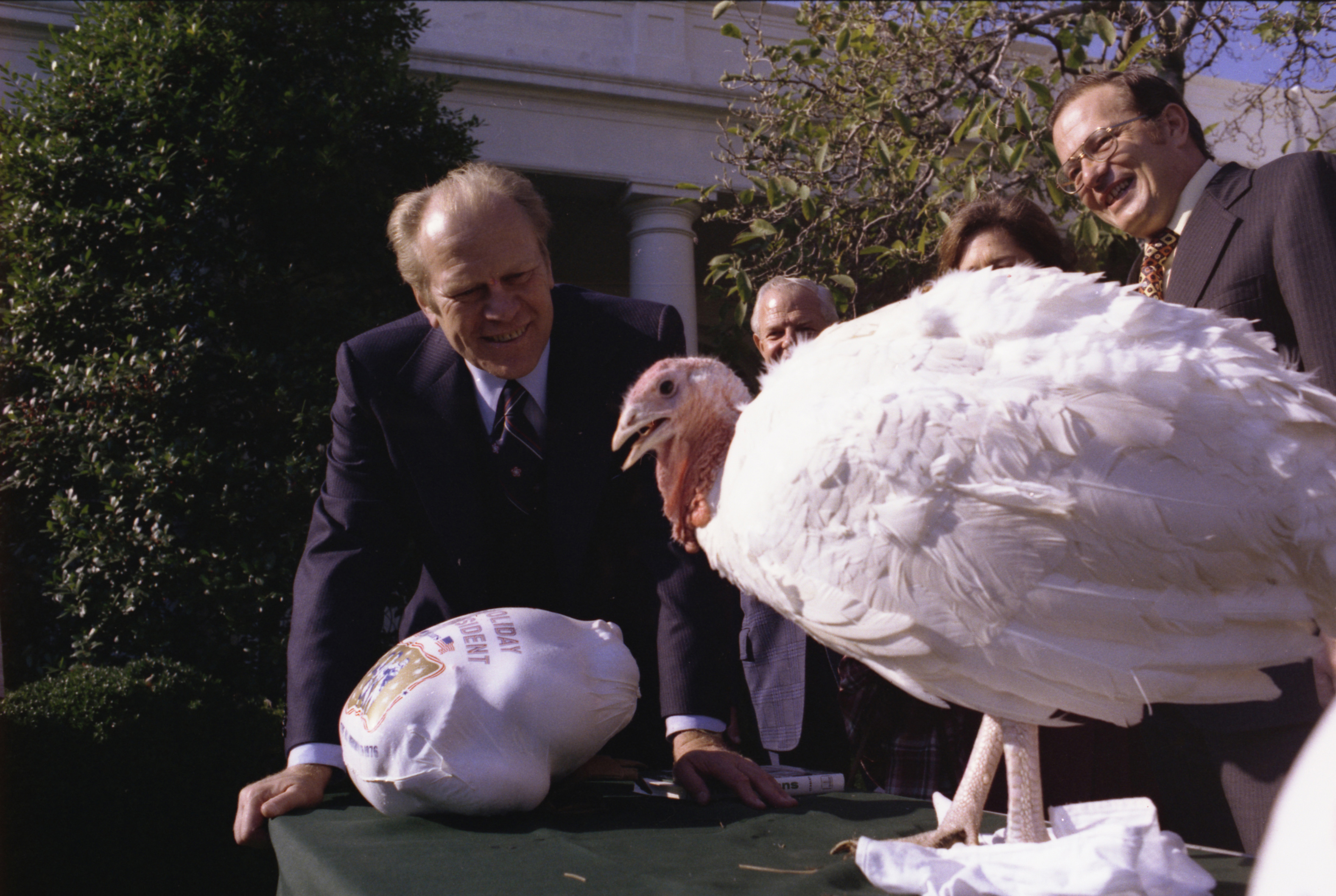
Президент Джеральд Форд принимает в дар непомилованную индейку, 1975
Президент Рональд Рейган принимает в дар индейку, 1983
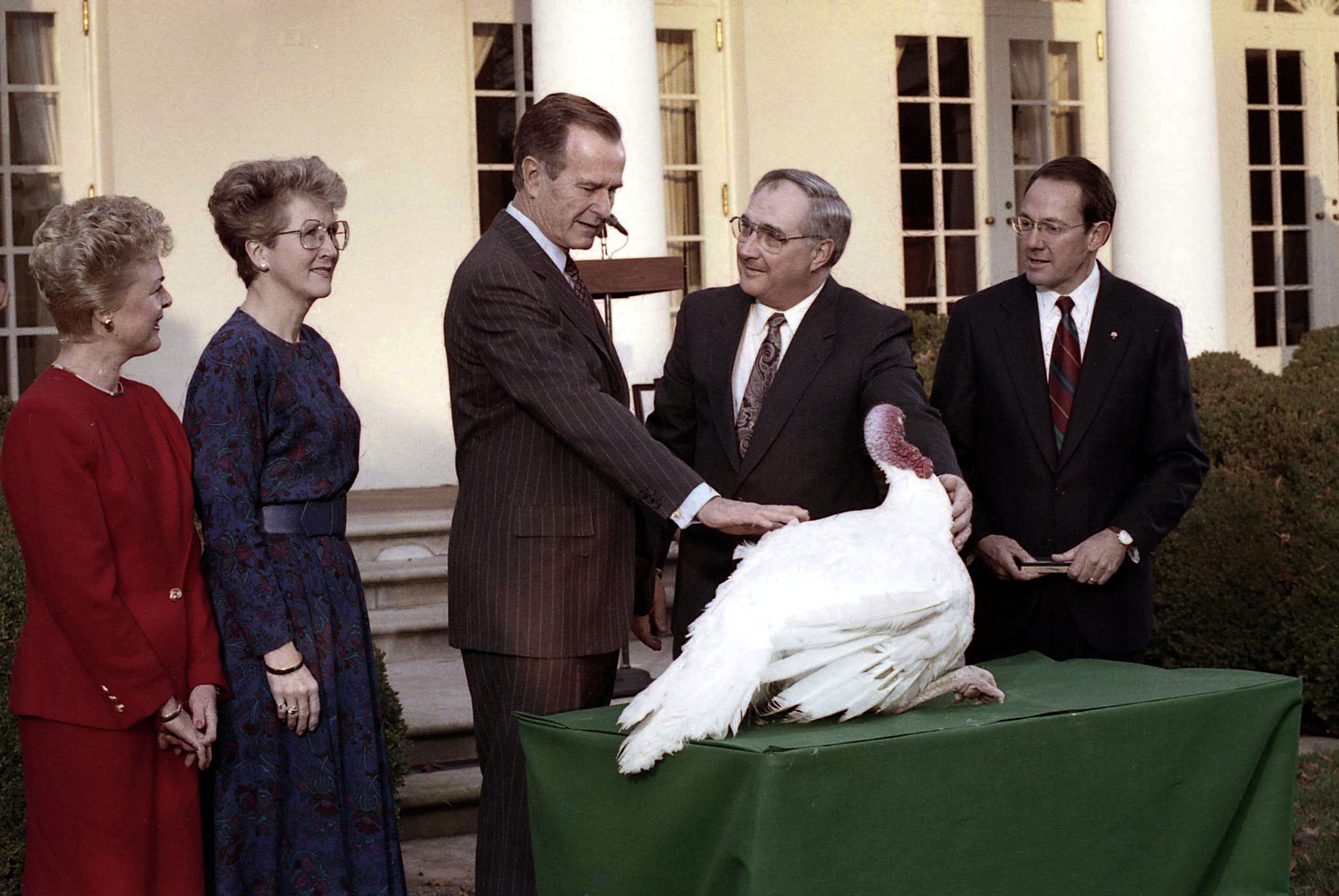
Президент Джордж Буш Старший на 3-й ежегодной церемонии помилования индейки на День благодарения, 1991
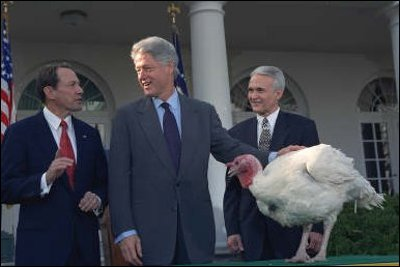
Президент Билл Клинтон на 11-й ежегодной церемонии помилования индейки на День благодарения, 1999
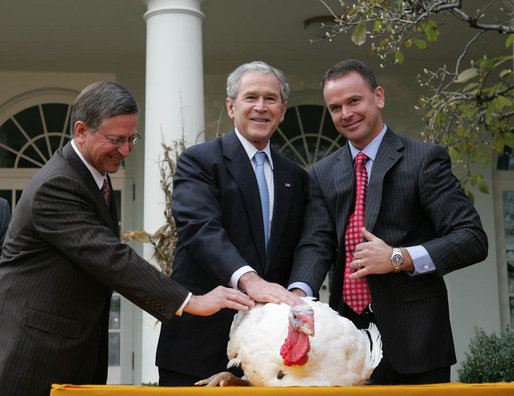
Президент Джордж Буш Младший на 20-й ежегодной церемонии помилования индейки на День благодарения, 2008
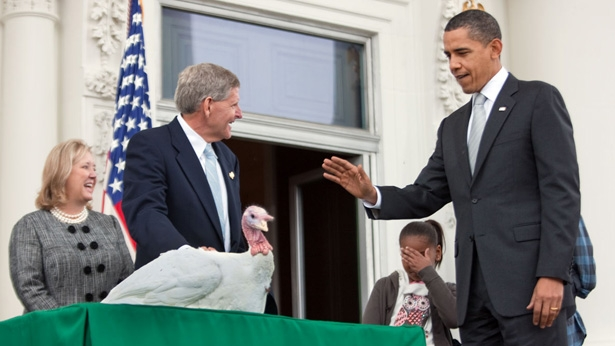
Президент Барак Обама даёт помилование индейке по кличке «Кураж», 25 ноября 2009
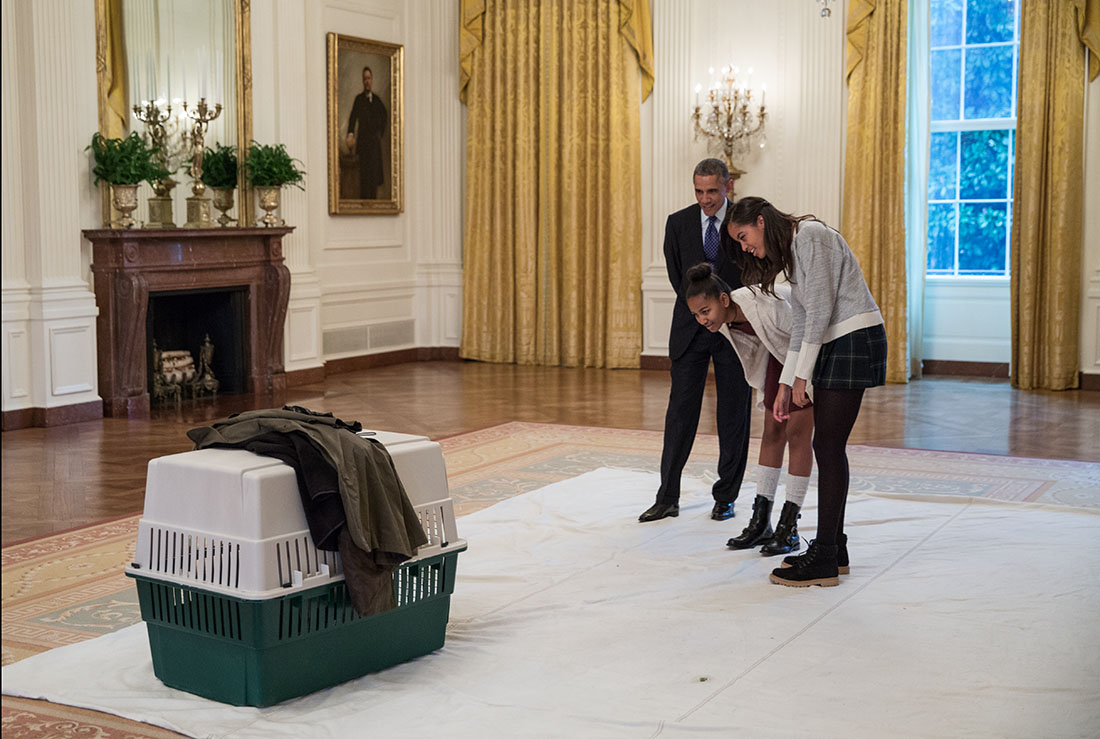
Обама со своими дочерьми Сашей и Малией рассматривают помилованную индейку по кличке «Мак», 2014
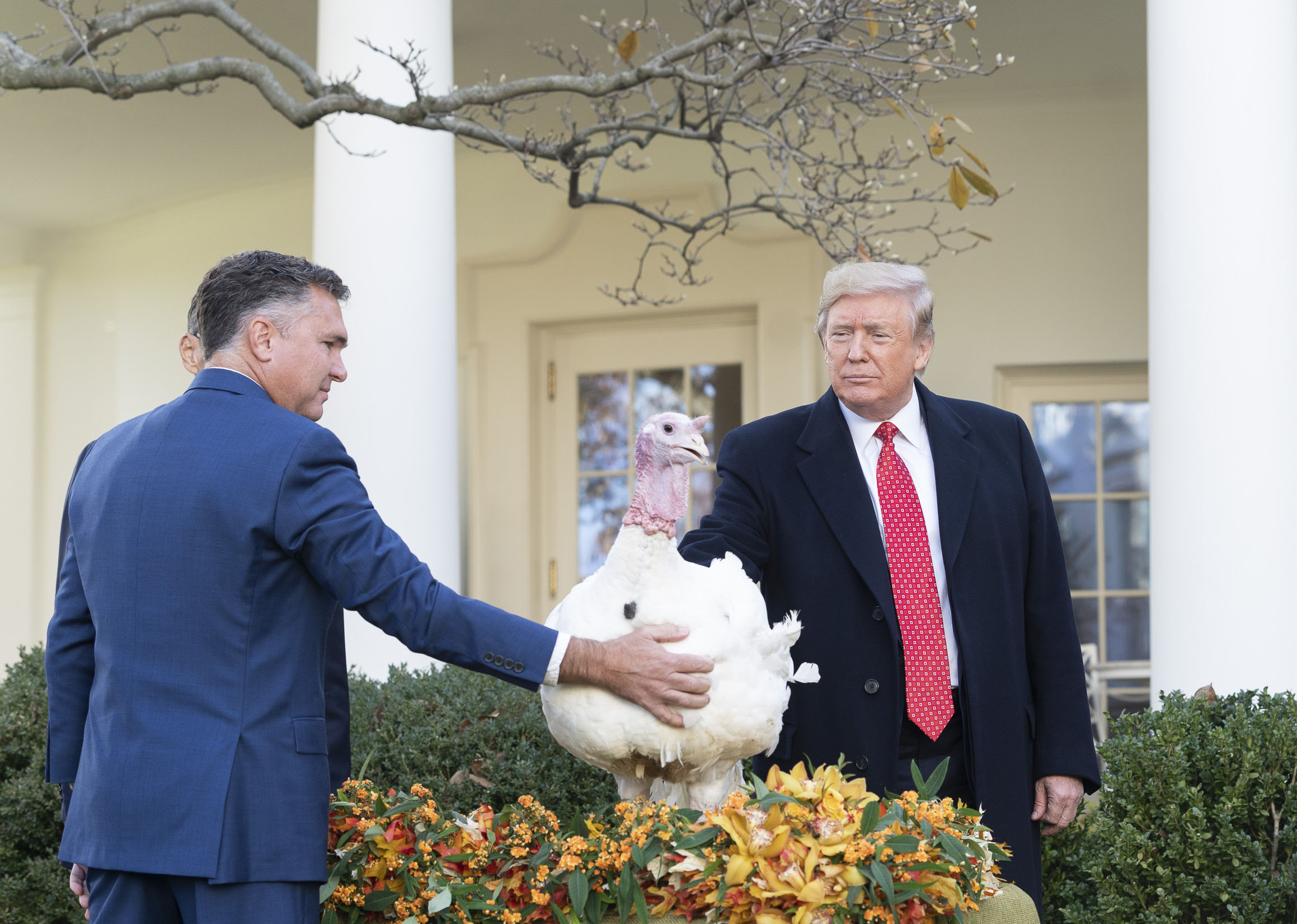
Президент Дональд Трамп даёт помилование индейке по кличке «Баттер», 26 ноября 2019